# BBC Sparta Bertrange
Le BBC Sparta Bertrange est un club luxembourgeois de basket-ball évoluant en Total League, le plus haut niveau du championnat luxembourgeois.

## Historique
Fondé en 1935 à Bertrange, il possède un des plus beaux palmarès du pays. Les couleurs du Sparta Bertrange sont le rouge et le blanc. Leur salle « Atert » a une capacité de 2000 places.

## Palmarès
- Champion du Luxembourg : 1958, 1960, 1969, 1974, 1979, 1986, 1987, 2005, 2007, 2008, 2012
- Vice-Champion : 1956, 1957, 1959, 1961, 1962, 1973, 1975, 1982, 1984, 1985, 1994, 1999, 2004, 2006, 2010
- Vainqueur de la coupe du Luxembourg : 1960, 1973, 1985, 1997, 2010
- Finaliste de la coupe du Luxembourg : 1958, 1968, 1972, 1977, 1982, 1991, 2002, 2012

## Entraîneurs successifs
- 2000-2004 :  Toni Ostojic
- 2004-2007 :  Michel Baiverlin
- Janvier 2007 - Mai 2007 :  Olaf Stolz
- 2007-2009 :  Philippe Giberti
- Décembre 2009 :  Christophe Flammang (intérim)
- Janvier 2010 - Juillet 2010 :  Doug Marty
- 2010-2011 :  Olaf Stolz
- 2011- Janvier 2014 :  Rainer Kloss
- Janvier 2014 - Juillet 2014 :  Doug Marty
- 2014 - Janvier 2015 :  Bob Adam
- Janvier 2015 - 2017 :  Philippe Giberti
- 2017-2018: Arnaud Ricoux
- 2018:  Jason Price
- 2018 - 2020 :  Kevin Magdowski
- 2020-2021l:  Pascal Meurs
- 2021-2022 (novembre):  Chris Wulff
- 2022 (déc.) - actuel:  Christophe Flammang

## Joueurs actuels (saison 2022-2023)
- Yannick Verbeelen
- Victor Stein
- Mike Feipel
- Cameron Gregory
- Seth LeDay
- Max Logelin
- Lavone Holland
- Nicolas Toussaint
- Isak Semedo Linder
- Colin Braun
- Tobias Obel
- Nemanja Mladenovic
- Leo Engel
- Tom Germeaux
- Mathieu Verharen
- Félix Roilgen
- Louis Evrard
- Max Hagen
- Ulysse Graas

## Joueurs célèbres ou marquants
- Larrie Smith
- Sohrab Ziai
- Chris Wulff
- Tom Wagner